# Bassia muricata
Bassia muricata là loài thực vật có hoa thuộc họ Dền. Loài này được (L.) Asch. mô tả khoa học đầu tiên năm 1867.